# Kösem Sultan

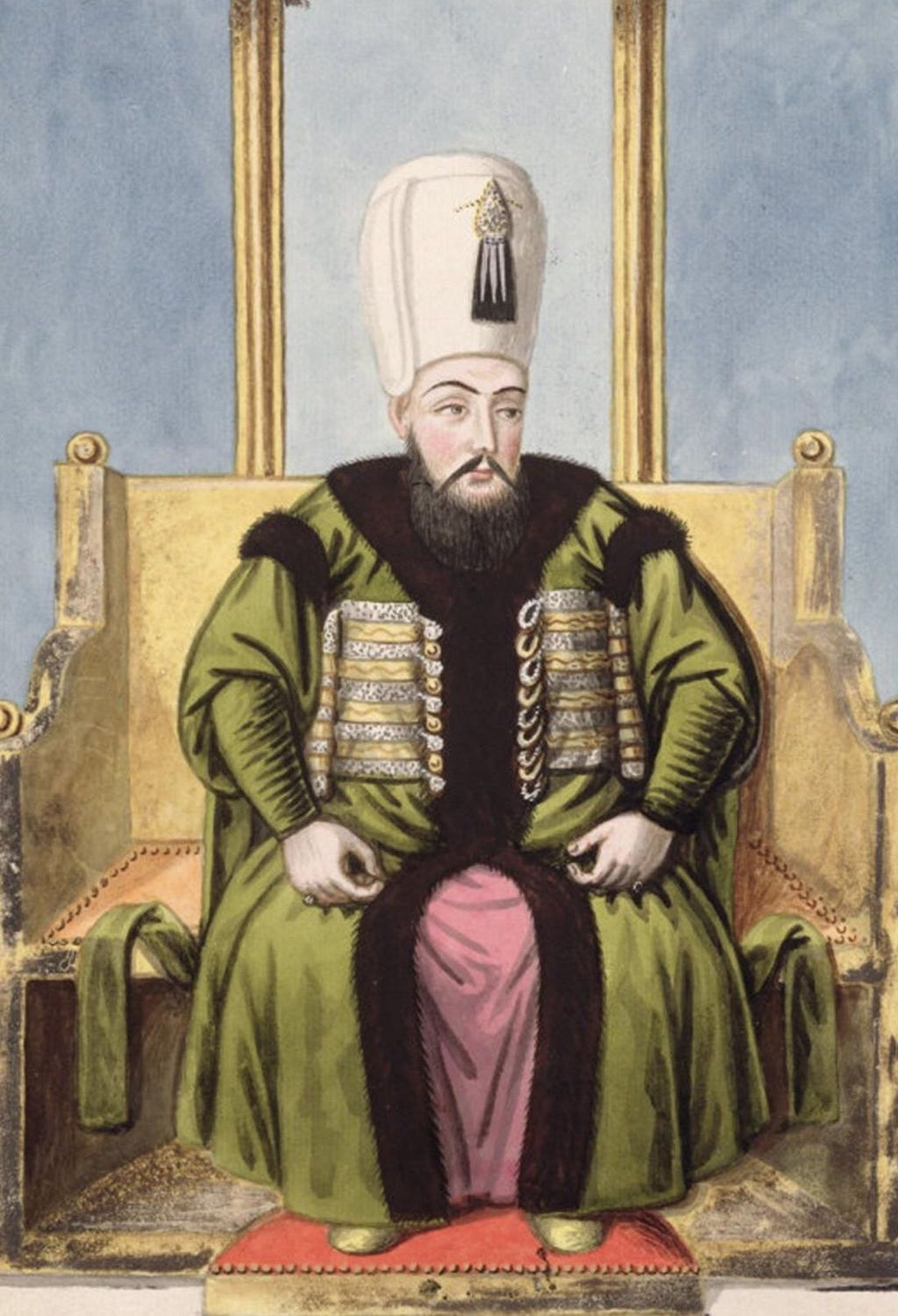
el sultán Ahmed I, cónyuge de Kösem Sultan.

Valide Kösem Sultan (en turco otomano: كوسم سلطان; "líder de la manada") (Tenos, c. 1589 — Estambul, 2 de septiembre de 1651), también conocida como Mahpeyker ("cara de la luna"), es considerada como una de las mujeres más poderosas y una de las más importantes en la historia otomana. Kösem marcó un antes y un después al haberse convertido en la primera regente oficial del Imperio Otomano. 
Fue regente dos veces, por lo que tenía el poder de un sultán. Kösem entró en la influencia del palacio de 1605 a 1617 como consorte principal del Sultán Ahmed I. Valide Sultan como madre de los sultanes: Murad IV (r. 1623-1640) e Ibrahim (r. 1640-1648), y Büyük Valide Sultan del sultán Mehmed IV (r. 1648-1687).  
Nació en Tinos (entonces parte de la República de Venecia, ahora Grecia) siendo hija de un sacerdote de la Iglesia ortodoxa de Grecia. Secuestrada a los 12 o 13 años, fue vendida como esclava por el Beylerbey de Bosnia antes de ser enviada al harén imperial en Constantinopla. Alcanzó la fama a principios del reinado de Ahmed I como parte de una serie de cambios en la jerarquía del harén imperial otomano. Tras la muerte prematura de Handan, la madre de Ahmed, empezó a ejercer un gran poder en el harén convirtiéndose en directora del harén y jefa del harén. Tras la muerte de Ahmed I, fue desterrada brevemente al Palacio Viejo (Eski Sarayı) durante los reinados de su medio cuñado, Mustafa I, y Osman II.
Tras la subida al trono otomano de Murad IV en 1623, Kösem se vio empujada a la arena política, convirtiéndose en la primera regente oficial (naib-i-sultanat) del Imperio Otomano. Como regente, alcanzó una inmensa notoriedad y afecto entre sus súbditos y ejerció un extraordinario poder político en el Imperio otomano. A pesar de la oposición de su hijo, siguió participando activamente en ciertos asuntos políticos y de la corte, incluso después de verse obligada a dimitir como regente en 1623. Tras la muerte de Murad IV en 1640 su hijo Ibrahim I subió al trono y Kösem intentó gobernar en su lugar animando a Ibrahim a entretenerse con sus concubinas. Después de la muerte de Ibrahim I, su nieto Mehmed IV subió al trono convirtiendo nuevamente a su abuela Kösem Sultán en regente ya que Mehmed seguía siendo un niño. Sin embargo la madre de Mehmed llamada Turhan Sultan, comenzó a ejercer lo que consideraba su legítima autoridad. Como resultado, Kösem conspiró para derrocar a Mehmed IV y sustituirlo por su hermano menor, Suleimán, lo que provocó su asesinato en 1651. Fue enterrada en el mausoleo de su marido, Ahmed I en la mezquita del Sultán Ahmed.
El brutal asesinato de Kösem Sultan causó disturbios en Constantinopla. Tras su muerte, el pueblo se refirió a ella con Apodos como "Vālide-i Muazzama" (madre magnífica), "Vālide-i Maḳtūle" (madre asesinada), y "Vālide-i Şehīde" (madre martirizada).

## Biografía

### Primeros años
Llamada originalmente Anastasia, Kösem nació en 1589, era descendiente de bosnios y griegos, y la hija de un sacerdote ortodoxo griego de la isla de Tinos. Durante el reinado de Mehmed III, fue secuestrada en una de las campañas marítimas otomano-venecianas y llevada a un mercado de esclavos.
Hay varias leyendas de como termino en el palacio. La primera leyenda dice que el beylerbey de Bosnia la compró, la entrenó y cuando Ahmed ascendió al trono, este se la regaló.
Según otra leyenda muy conocida, Mahpeyker se encontraba en el harén del sultán Mehmed y era una sirvienta de Handan Sultan o una de las hijas de ella. Así fue como Ahmed la habría conocido y rápidamente comenzó a coquetear con ella, lo cual le fue correspondido. Tan pronto como Handan se dio cuenta de la relación, exilió a la niña porque sus acciones no eran apropiadas y temía que el sultán se enterará, y pudiera castigar a su hijo. Por tanto, Mahpeyker seguramente pasó los siguientes meses exiliada en el Palacio Viejo.
El padre de Ahmed fallecería en diciembre de 1603 y Ahmed tomaría el trono con solo 13 años.
Los primeros meses de su reinado fueron muy caóticos, en lugar de él, gobernaban como regentes sus más cercanos (los visires y su madre); también pasaba ausente debido a que enfermó de viruela un tiempo. Esto demostraba que Ahmed no tenía poder absoluto en sí.
En algún momento de la primavera de 1604, Ahmed tomó cada vez más el control y presumiblemente también en ese momento llamó a Mahpeyker del exilio, o fue en ese momento cuando la joven quedó embarazada (dependiendo de qué leyenda sea verdadera).
El mercado de esclavos donde probablemente se vendió a Kösem, llamado Avret Pazan (el mercado de las mujeres), es descrito por William Lithgow en 1610 de la siguiente manera: 
«He visto a hombres y mujeres que se venden habitualmente en este Mercado, al igual que los caballos y otros animales en nuestros mercados: eran prisioneros de Hungría, Transilvania, Carintia, Istria y Dalmacia, y de otros lugares. Estas personas, si ningún cristiano misericordioso quiere comprarlas o liberarlas, se convertirán en turcos o quedarán en un mundo de esclavitud para siempre.» 

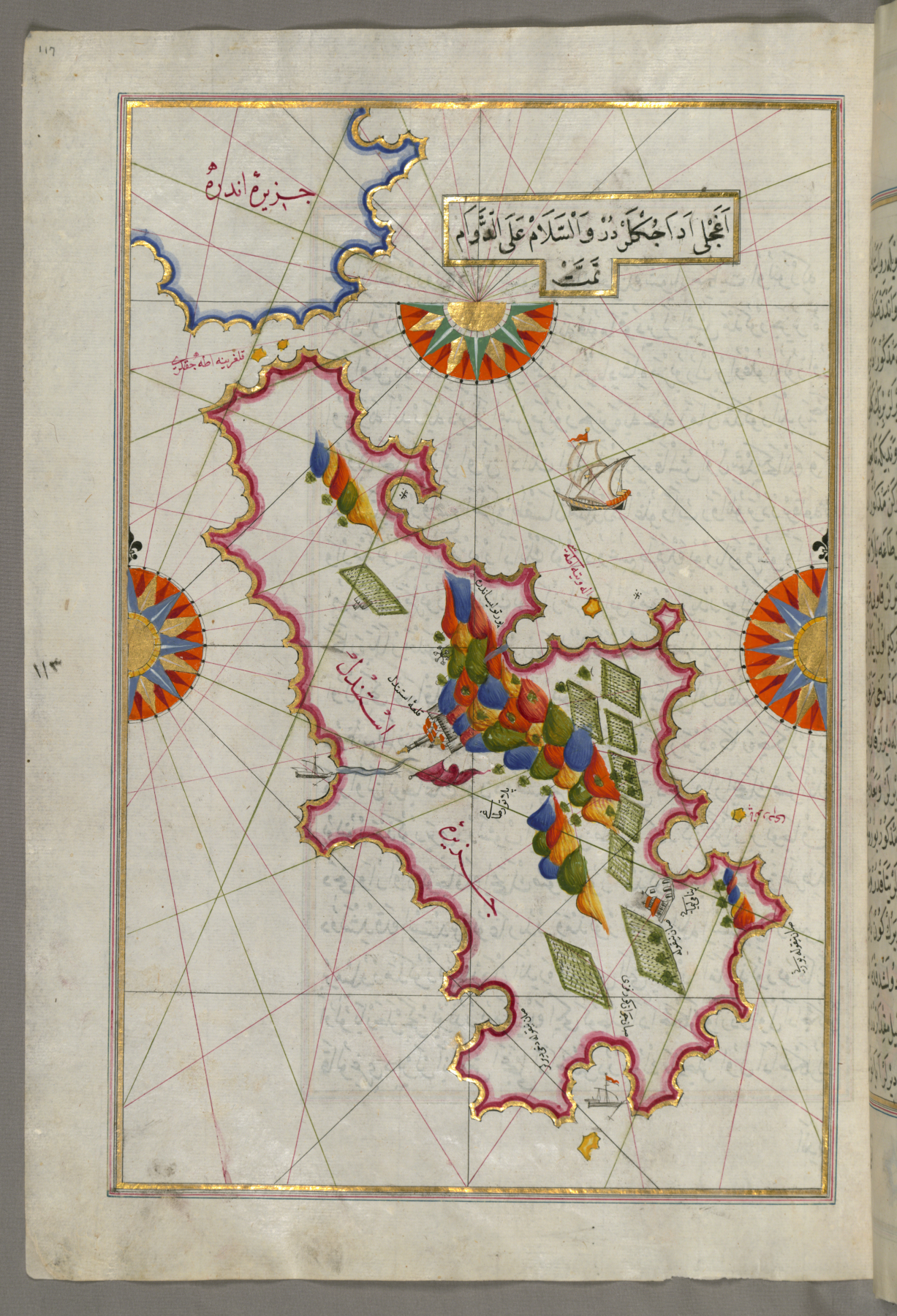
Mapa otomano de la isla de Tinos, su lugar de procedencia.

## Haseki Sultan (consorte principal)
Kösem alcanzó la fama a principios del reinado de Ahmed como parte de una serie de cambios en la jerarquía del harén imperial. Safiye Sultan, la poderosa abuela de Ahmed y gestora del harén, fue privada del poder y desterrada al Palacio Viejo (Eski Sarayı) en enero de 1604, y Handan Sultan, madre de Ahmed y Valide Sultan, murió en noviembre del año siguiente.
A su llegada al harén imperial, le enseñaron religión, teología, matemáticas, bordado, canto, música y literatura. Lo más importante es que le enseñaron los entresijos de la dinámica política del imperio. Según las fuentes, era alta, esbelta y atractiva por la blancura de su tez, el aterciopelado color marrón intenso de sus ojos y el brillo de su cabello rubio. Su belleza e inteligencia llamaron la atención de Ahmed, y se convirtió en su principal Haseki (como consorte principal en ese entonces) posiblemente en 1605. Tras su conversión al Islam, su nombre se cambió por el de Mahpeyker, y más tarde por Ahmed a Kösem, que significa «líder de la manada», lo que indica el liderazgo y la inteligencia política de Kösem. 
Como Haseki Sultan de Ahmed, Kösem fue considerada su consorte favorita y dio a luz a muchos de sus hijos, y  cargó poder político con ese título.Sin embargo, parece que ella nunca se casó con Ahmed y esto sería normal ya que este sultán parecía odiar ser controlado por mujeres.
De todas formas, durante su etapa como Haseki Sultan recibió mil aspers al día. Como madre de varias princesas, tenía derecho a concertar sus matrimonios, que eran de utilidad política. Una de sus hijas, Ayşe Sultan, se casó con Nasuh Pasha en 1611 a la edad de 4 años. El embajador veneciano Simón Contarini, quien vivió en Estambul entre 1609 y 1612, menciona a Kösem en su informe de 1612 y la retrata como: 
«[Una mujer] de belleza y astucia, y además... de muchos talentos, canta excelentemente, por lo que sigue siendo muy querida por el rey ... No es que sea respetada por todos, pero es escuchada en algunos asuntos y es la favorita del rey, que la quiere a su lado continuamente.» 
Contarini informó también que el sultán ordenó (o probablemente él mismo lo hizo) golpear a una mujer por haber irritado a Kösem. Aunque se decía que se trataba de Mahfiruz Hatun, es posible que se tratará de alguna concubina de menor rango.
George Sandys, un viajero inglés que visitó Constantinopla a principios de la década de 1610, registró el nombre de Kösem como «Casek Cadoun» (Haseki Kadın) y creía que era “una bruja más allá de la belleza”. Afirmaba que el sultán sentía un amor “apasionado” por Kösem. Subrayó que esto era el resultado de la brujería. Sandys llega a caracterizarla como una mujer con “una naturaleza delicada y al mismo tiempo tímida”.
Kösem también se esforzó por mantener a su cuñado Mustafa a salvo de la ejecución, y es posible que considerara a Mahfiruz como una rival que pretendía presionar a favor de su propio hijo. El interés de Kösem por la cuestión de la sucesión no pasó desapercibido para los observadores contemporáneos. Simón Contarini informó en 1612 que al dejar vivir al hermano del sultán, la “reina” intentaba asegurarse de que Osman, su hijastro, perdonara la vida a su hijo recién nacido, Murad. Contarini no menciona el nombre de Kösem pero habla de una reina (regina). Además, Kösem pudo utilizar su estrecha alianza con Mustafa Agha, el Agha de los jenízaros, y el visir, Nasuh Pasha (su yerno) para ejercer influencia sobre el sultán.
Tras la aparente expulsión o fallecimiento de Mahfiruz, probablemente a mediados de la década de 1610, Kösem y Osman se encariñaron. Ella solía dejar que le acompañara en los paseos en carruaje en los que se mostraba a la multitud cuando hacía excursiones a Constantinopla. Los informes del embajador veneciano señalan que en estas excursiones, Osman disfrutaba lanzando puñados de monedas a los transeúntes que acudían a ver al joven príncipe, mientras su madrastra Kösem permanecía oculta tras una cortina, pero una vez que esto llegó a oídos de Ahmed éste prohibió cualquier conversación entre ellos. Finalmente, Ahmed interfirió en esta relación entre Osman y Kösem; el embajador veneciano Bertuccio Valier informó en 1616 de que el sultán no permitió que los dos príncipes mayores (Osman y Mehmed) conversaran con Kösem. Su motivo quizás, como especuló Valier, fue el temor a que la seguridad de los príncipes se viera amenazada por las conocidas ambiciones de Kösem por sus propios hijos.
El gran visir Nasuh Pasha, yerno de Kösem como cónyuge de su hija, Ayşe Sultan, fue ejecutado por orden de Ahmed en 1614, la propia Kösem intentó impedir que su marido llevara a cabo tal acción, pero no lo consiguió. Así, Kösem perdió un importante aliado en el gobierno. A partir de ese momento, probablemente concentró sus esfuerzos en mantener vivo a Mustafá, más que en asegurar la sucesión de su propio hijo, Murad.
La influencia de Kösem sobre el sultán aumentó en los años siguientes y se dice que actuó como una de sus consejeras. El bailos señaló que Ahmed era profundamente devoto de Kösem. Sin embargo, se abstuvo de involucrarse constantemente en asuntos graves, ya que el sultán se negaba a ser eclipsado por su esposa. A veces se acusa a Kösem de intentar salvar su propia posición e influencia a lo largo de su larga carrera antes que la del sultán o la de la dinastía. Según Cristoforo Valier en 1616:
«Su circunspección pretendía presumiblemente evitar el disgusto del sultán, que quería evitar parecer gobernado por una mujer, como lo había sido su padre. Ella puede hacer lo que quiera con el Rey y posee su corazón absolutamente, ni se le niega nada».
Kösem también tuvo una larga carrera como tutora de Şehzade (príncipes). Es posible que las importantes modificaciones en el modelo de sucesión al trono durante la época de Ahmed se debieran a sus esfuerzos. Debió de darse cuenta del beneficio personal que podría suponer la transición a la antigüedad, unido al hecho de que ya no era Haseki, sino que tenía un hijo “en espera”. Según el embajador veneciano, Simón Contarini, Kösem “presionó para librar a Mustafá del destino del fratricidio con el objetivo ulterior de salvar a su propio hijo del mismo destino”. El reinado de Ahmed destaca por marcar la primera ruptura en la tradición otomana del fratricidio real; en adelante los sultanes otomanos ya no ejecutarían sistemáticamente a sus hermanos al acceder al trono
Kösem intentó influir en Ahmed también en otros asuntos, pero ella sabía exactamente hasta dónde podía llegar. Como Ahmed no quería ser controlado por mujeres, Kösem intentó controlar cuidadosamente al sultán. Aunque muchos creen que Kösem ya ejerció influencia en el ámbito político en la vida de Ahmed, esto ciertamente no es cierto. Kösem no tuvo influencia política durante el reinado de Ahmed, sólo en el harén disfrutó de una influencia destacada gracias a su rango de Haseki y al apoyo del jefe eunuco, Haci Agha. El único paso políticamente significativo de Kösem fue presionar al sultán para que casara a su hija primogénita, Ayşe, con uno de sus fieles seguidores, Nasuh Pasha. Sin embargo, no pudo disfrutar de los beneficios del matrimonio por mucho tiempo, ya que Nasuh fue ejecutado por el sultán poco después.

## Valide Sultan (sultana madre)

### El reinado de Murad IV

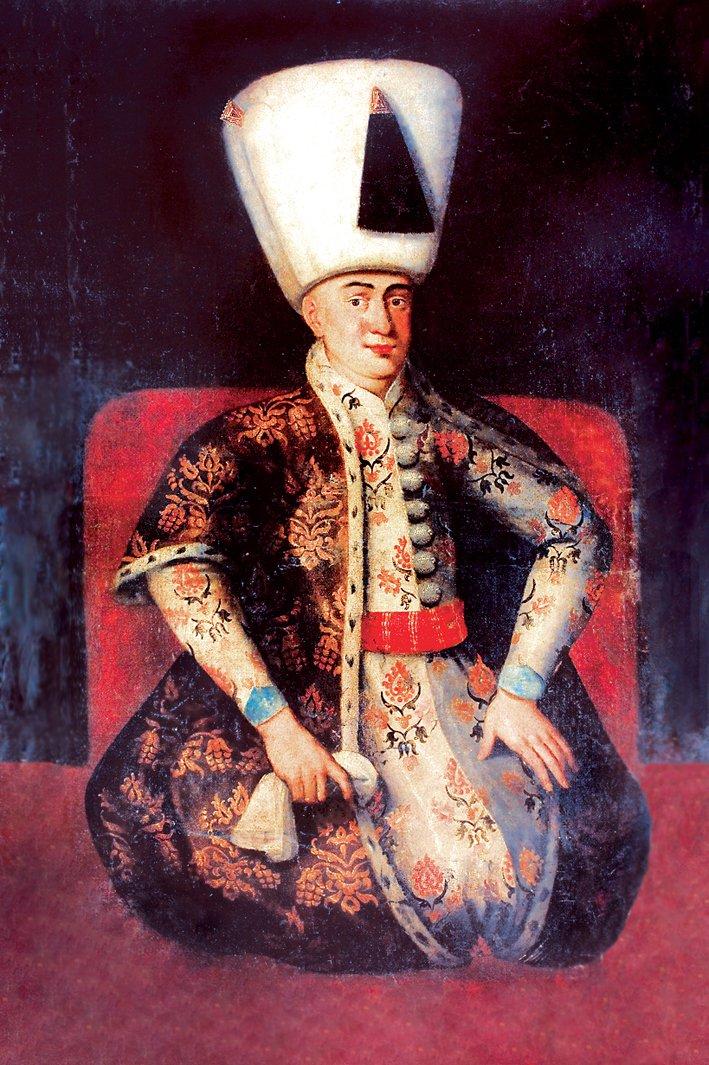
Pintura al óleo del que representa a Murad IV en su juventud

Kösem volvió al poder cuando su hijo subió al trono el 10 de septiembre de 1623 como Murad IV. Como su hijo era menor de edad, fue nombrada no sólo como Valide Sultan sino también como regente oficial (naib-i-sultanat) durante su minoría de edad, desde la ascensión de su hijo el 10 de septiembre de 1623 hasta el 18 de mayo de 1632.
El Gobierno otomano envió una carta a la República de Venecia en 1623 para declarar oficialmente el ascenso al trono de Murad IV. Kösem se dirigía a él como Valide Sultan en la carta, en la que se decía: 
«Su Majestad la Sultana Madre, pues el difunto sultán Ahmed, a quien Allah llevó con él, era una persona muy importante y la quería tanto que la honró casándose con ella».
La carta indica además que Kösem gobernaría en nombre de su hijo: 
«Tenemos gran esperanza y fe en la Sultana Madre, que —entre todas las mujeres que disfrutan del cargo— se distingue por la madurez y la virtud de su carácter».
Poco después de la entronización de Murad en 1623, un mensaje del embajador veneciano comentaba la experiencia política de Kösem: 
"A todo el poder y la autoridad está con la madre, una mujer completamente diferente a la del sultán Mustafá, en la flor de la vida y de mente y espíritu elevados, que participó a menudo en el gobierno durante el reinado de su marido".
Roe, el enviado inglés, escribió un mes antes del envío veneciano, prediciendo que el nuevo sultán sería "apreciado por su madre, que apreciaba a su padre, un hombre de espíritu y de ingenio".
Con tanto dolor a sus espaldas con el ascenso de Murad al trono, finalmente pudo reencontrarse con sus hijos y creyó que sus vidas finalmente continuarían en un período más tranquilo. Sin embargo, Kösem y sus hijos no pudieron vivir juntos durante casi seis años, presumiblemente sólo se veían un par de días al mes durante el confinamiento de los niños. Esto ciertamente afectó su relación con sus hijos. 
Murad era un niño difícil de manejar, y han sobrevivido varias cartas de Kösem en las que se queja al Gran Visir de lo mucho que no tiene fuerzas para luchar con Murad y de lo mucho que él no escucha sus palabras, y a veces él incluso se niega a verla durante días. Además del aislamiento que los separaba, sus personalidades similares tampoco ayudaron mucho. Ambos eran personas líderes, con una voluntad muy fuerte, por lo que les costaba llevarse bien. Discutieron muchas veces, después de lo cual fue Kösem quien quiso reconciliarse. 
Después de una de sus grandes peleas, por ejemplo, le regalaba un caballo a Murad y en otras ocasiones le organizaba una gran ceremonia. Además, Kösem ha expresado regularmente su preocupación por la salud de Murad, sugiriendo que tal vez Murad ya estaba luchando con problemas de salud en ese momento, al igual que su padre.

#### Primera regencia (1623-1632)
Durante la mayor parte del primer reinado de Murad, su madre, Kösem, gobernó esencialmente a través de él y dirigió efectivamente el imperio, asistiendo a las reuniones del diván (gabinete) desde detrás de una cortina. Kösem se reunía con los embajadores extranjeros de otros países para discutir los tratados internacionales. Se encargaba de nombrar a las personalidades políticas y de supervisar la administración del Estado. También entabló amistad con estadistas, jueces y otras figuras de la corte.
En una carta, la mujer escribió: 
"Dices que hay que prestar atención a las provisiones para la campaña. Si dependiera de mí, ya se habría atendido hace tiempo. No hay ninguna carencia ni por mi parte ni por la de mi hijo".
En otra, envía una buena noticia:
"Has escrito sobre las provisiones. Si pudiera, las conseguiría y las enviaría inmediatamente. Estoy haciendo todo lo que puedo, mi hijo también. Si Dios quiere, está previsto que este viernes se envíen diez millones de aspers a Üsküdar, si todo va bien. El resto de las provisiones han sido cargadas en barcos".
Bayram Pasha, gobernador de Egipto y yerno de Kösem, escribió directamente a la sultana madre sobre una serie de cuestiones, y ella comunicó el contenido de las cartas del gobernador al gran visir Hafiz Ahmed Bajá junto con sus propios comentarios sobre estos asuntos. Entre los problemas discutidos estaban los retrasos en el suministro de pólvora, la problemática situación en el Yemen y la escasez de ingresos de la provincia (en 1625 Egipto sólo envió la mitad de sus ingresos normales debido a los estragos de una plaga conocida en los anales egipcios como "la plaga de Bayram Pasha"). La amplia cooperación entre gran visir Hafiz Ahmed Bajá y la sultana queda sugerida por el franco comentario de Kösem Sultan al primero: 
"Realmente me das un dolor de cabeza. Pero yo también te doy un terrible dolor de cabeza. Cuántas veces me he preguntado. Pero ¿qué otra cosa podemos hacer?"
Las críticas de Murad a la política exterior de Kösem fueron evidentes durante este periodo de su regencia. En 1625, Murad se opuso vocalmente a la tregua de su madre con el Imperio español.
Según un despacho veneciano de 1625: 
"Los imperialistas y los españoles declararon que el asunto progresaba favorablemente, siendo asistidos activamente por la madre del sultán".
Un año más tarde, el embajador veneciano informó de que el sultán, "con una prudencia superior a sus años", se oponía a la tregua, al igual que la mayoría de los principales estadistas, excepto el almirante Recep Pasha y Bayram Pasha, gobernador de Egipto, y señaló que los españoles "basan sus esperanzas en estos dos y en la madre y la hermana del sultán".
El embajador probablemente era consciente del hecho de que Recep Pasha estaba casado con Gevherhan Sultan y Bayram Pasha con Hanzade Sultan, ambas hijas de Kösem. Sin embargo, el tratado fue anulado por orden del sultán. Además, Kösem mantuvo correspondencia con Nur Jahan, la principal esposa del emperador Mogol. Nur Jahan intentó, con el apoyo de Kösem y los uzbekos, formar una alianza entre los mogoles y los otomanos contra el Imperio Safávida. Sin embargo, Jahangir murió en 1627 antes de que se pudiera formar la coalición.
Los matrimonios en serie de una princesa real se dieron con frecuencia en la dinastía otomana en el siglo posterior a Solimán el Magnífico, lo que permitió a la familia real establecer una red de alianzas con los más poderosos de los pashas. Kösem, en particular, utilizó a sus hijas para ayudar a mantenerse en el poder durante casi medio siglo. 
Como escribió al gran visir Hafiz Ahmet Pasha en 1626, unos meses antes de que se convirtiera en el tercer marido de su hija Ayşe Sultan: 
"Cuando estés preparado, házmelo saber y actuaré en consecuencia. Nos ocuparemos de ti de inmediato. Tengo una princesa preparada. Haré lo mismo que cuando envié a mi Fatma.”'
Kösem también emparejó a otras muchas mujeres de la casa imperial con hombres de gran prestigio que serían beneficiosos para su gobierno. Además, los matrimonios que Kösem facilitó no sólo le permitieron construir extensas redes, sino que también se alió estratégicamente con los Jenízaros.
En 1627, los otomanos perdieron Adén y Lahej. Kösem expresa su preocupación por la situación en Yemen y la salud de Murad en una de sus cartas al gran visir Damat Pasha. También da a entender que está frustrada por su falta de control directo sobre las decisiones importantes; escribió al gran visir:
"Han llegado cartas de Egipto -al parecer también a usted- que describen la situación allí. Hay que hacer algo con respecto a Yemen: es la puerta de La Meca. Debes hacer lo que puedas. Hablarás con mi hijo sobre esto. Te digo que mi mente está completamente perturbada por esto [la situación de Yemen]... Te va a causar grandes dificultades, pero te ganarás la misericordia de Dios a través del servicio a la comunidad de Muhammad. ¿Cómo te va con los pagos de los salarios? ¿Queda mucho? Con la gracia de Allah, te ocuparás de esa obligación y luego te ocuparás de la situación del Yemen. Mi hijo se va por la mañana y vuelve por la noche, nunca lo veo. No se queda sin frío, se va a enfermar otra vez. Te digo que este duelo por el niño me está destruyendo. Habla con él, cuando tengas la oportunidad. Debe cuidarse a sí mismo. ¿Qué puedo hacer? No me escucha. Acaba de salir de la cama y está caminando en el frío. Todo esto ha destruido mi tranquilidad. Lo único que deseo es que siga vivo. Al menos, que intente hacer algo con respecto a Yemen. Que Allah nos ayude con esta situación en la que nos encontramos.... Vosotros sabéis lo que es mejor".
Al año siguiente, Murad estuvo dos veces enfermo hasta el punto de que su vida corrió peligro, según un mensaje del embajador veneciano de septiembre de 1628. Otra carta expresa la misma preocupación de que el joven sultán sea aconsejado y castigado por el gran visir Hüsrev Pasha, si no por la propia Kösem. También implica que Kösem recibía información sobre los acontecimientos fuera del palacio de Murad y no directamente: 
"Supe por mi hijo que te había escrito y advertido que [tu mayordomo] no es un hombre de buenas intenciones. ¿Es cierto que te está dando mala fama? Hasta cierto punto, son los propios hombres de un pachá los que causan su mala reputación. Que Dios les dé la recompensa que merecen. No me refiero a nada en concreto. Un amigo es aquel que le dice a una persona sus defectos a la cara. No le desearía el mal a ninguno de ustedes. Que Dios nos proteja a todos del mal. Me gustaría que me escucharan y que dejaran de practicar la jabalina en el Hipódromo. ¿Por qué no pueden ir a jugar a Langa? A mi hijo le encanta, yo pierdo la cabeza por ello. Quien diga que es bueno para él, miente. Adviértele de ello, pero no de inmediato. ¿Qué puedo hacer? Mis palabras son amargas para él ahora. Deja que siga vivo, es vital para todos nosotros. Tengo tantos problemas que no puedo empezar a escribirlos todos. Debes darle todos los consejos que puedas; si no escucha una cosa, escuchará otra".
Al año siguiente, Murad se movilizó para romper los lazos con el almirante Hüseyin Pasha, cónyuge de su hija Fatma. Murad hizo disolver el matrimonio tras enfurecerse por el excesivo apoyo de su madre al hombre. Hüseyin Pasha se había beneficiado de la protección tanto del poderoso jefe de los eunucos negros como de la Valide Sultan. El movimiento de Murad contra el almirante, que por otra parte había tenido éxito, puede deberse a su deseo de liberarse de la influencia de sus asesores internos de palacio y ejercer su autoridad sobre los oficiales más influyentes del gobierno. Se dice que Kösem trató de satisfacer a su hijo con un regalo de caballos adornados y un banquete de diez mil áspers.

#### Destitución del cargo de regente
En 1632, finalizó el mandato de 9 años de Kösem, ella no se opuso, se mantuvo al margen, pero habría intentado ayudar a su hijo, mostrarle el camino, pero su hijo la apartó rápidamente de la escena política, después de que Murad IV decidiera no permitir que ningún poder interfiriera en su administración del imperio, y ordenó a Kösem que cortara sus contactos con sus estadistas, y la amenazó con la exclusión y el exilio fuera de la capital si no cumplía. Murad trataba compulsivamente de mantener a su madre alejada de la política, y de sus actos se desprende que le molestaba la gran influencia de su madre. Por eso, en cuanto tomó el poder bajo su propio control, Murad trató de reemplazar a los hombres de su madre, para poder comenzar su monopolio alejándose de la influencia de su madre. Sin embargo, Kösem siempre advirtió a su hijo sobre algunos asuntos del gobierno y siguió asistiendo a las reuniones del consejo desde la sombra.
Durante los primeros años del sultanato de Murad, el Imperio cayó en la anarquía; el Imperio safávida invadió Irak casi inmediatamente, el norte de Anatolia estalló en revueltas, y en 1632 los jenízaros asaltaron el palacio y mataron al Gran Visir, entre otros. Murad temía sufrir el mismo destino que su hermano mayor, Osman II, decidió afirmar su poder. Posteriormente, intentó sofocar la corrupción que había crecido durante los reinados de los sultanes anteriores, y que no había sido controlada mientras su madre gobernaba por delegación. Su gobierno absoluto comenzó hacia 1632, cuando tomó la autoridad y reprimió a todos los tiranos, y restableció la supremacía del sultán.
Durante la partida de Murad en un avance real por la zona cercana a Bursa en 1634, Kösem actuó rápidamente para salvaguardarlo de una amenaza de sedición. La ejecución por parte de Murad de un juez en Iznik por una ofensa menor provocó tal indignación entre la jerarquía religiosa de Constantinopla que empezaron a circular informes de que el mufti Ahizade Hüseyin Efendi estaba incitando el sentimiento contra el sultán y conspirando para derrocarlo. Cuando la sultana Valide se enteró de las acusaciones contra el muftí, envió rápidamente un mensaje a Murad para que regresara a la capital lo antes posible. El desafortunado Hüseyin Efendi fue estrangulado antes de que la prueba de su inocencia pudiera llegar al iracundo sultán. Esta fue la primera ejecución de un muftí en la historia del estado otomano.
Durante los últimos y caóticos años de Murad, Kösem consiguió convencer a Murad de que evitara el asesinato de su único hermano superviviente Ibrahim, argumentando que estaba "demasiado loco para ser una amenaza", pero no consiguió salvar la vida de sus otros dos hijos, Şehzade Süleyman y Şehzade Kasım, heredero del trono otomano desde 1635.

### El reinado de Ibrahim I
El otro hijo de Kösem, Ibrahim, vivió aterrorizado de ser el siguiente de sus hermanos en ser sentenciado a morir por orden de su hermano mayor. Su vida solo fue salvada por la intercesión de su madre la sultana Kösem. Después de la muerte de Murad, Ibrahim quedó como el único príncipe sobreviviente de la dinastía. Al ser requerido por el gran visir Kemankeş Kara Mustafa Paşa para asumir el sultanato, Ibrahim sospechaba que Murad seguía vivo y planeaba atraparlo. Pero con la persuasión combinada de Kösem y del gran visir, aceptó examinar personalmente el cadáver de su hermano, para que así aceptara el trono. Cuando Ibrahim sucedió a su hermano en 1640, resultó demasiado mentalmente inestable para gobernar. Esto permitió a Kösem continuar en el poder. Ibrahim era animado por su madre a distraerse con las odaliscas del harén.

#### Segunda regencia (1640-1648)
Kösem y sus partidarios animaron a Ibrahim a lanzar un asalto naval a la isla de Creta controlada por los venecianos. Los otomanos derrotaron a la República de Venecia en la guerra de Creta (1645-1669) tras años de lucha por el control de la isla.
Cuando Ibrahim se retiró de la política, recurrió cada vez más a su harén para obtener comodidad y placer. Durante su sultanato, el harén alcanzó nuevos niveles de lujo en perfumes, textiles y joyas. La afición de Ibrahim por las mujeres y las pieles le llevó a tener una habitación completamente forrada de lince y marta. Debido a su encaprichamiento con las pieles, los franceses le apodaron "Le Fou de Fourrures.”
La mujer con aspecto de vaca descrita por Cantemir era una armenia del pueblo del Bósforo de Arnavutkoy, de la que se dice que pesaba cerca de 330 libras. Según Rycaut, Ibrahim se encaprichó tanto con su nuevo amor que no pudo negarle nada, lo que provocó su caída porque provocó la ira de Kösem:
"Con estos hechos, la reina madre, que se puso celosa, un día la invitó a cenar, [supuestamente] la estranguló y persuadió a Ibrahim de que había muerto repentinamente de una violenta enfermedad, por lo que el pobre hombre se sintió muy afligido.”
Kösem tenía una relación menos compatible con el Gran Visir, Musa Pasha que la que tuvo con los anteriores grandes visires del inicio del reinado de Murad. Kösem era una política inteligente y experimentada, ahora en su segunda regencia y cuarta década de compromiso político. El embajador veneciano Alvise Contarini informó de la competencia entre ambos: 
"En el gobierno actual, en la medida en que las capacidades de este hijo son menores, se la tiene en mayor estima [que al final del reinado de Murad]. Y así, al estar ella al mando de los asuntos dentro de palacio y el gran visir [al mando] de los de fuera, ocurre con bastante frecuencia que estos dos gobernantes se enfrentan y al hacerlo se ofenden mutuamente, de modo que se puede decir que en apariencia están de acuerdo pero en secreto cada uno está tratando de provocar la caída del otro.”
Cinci Hoca, una figura religiosa menor con poderes ocultos que fue llevada a palacio para compensar la falta de sucesores del sultán. Cinci Hoca era un espiritista y estafador que se abrió paso en el palacio bajo la invitación de Kösem para curar a su hijo, Ibrahim. El sultán recompensó a Cinci Hoca con el cargo de jefe de justicia, el segundo más alto de los ulemas, como premio a sus logros. Cuando Kösem perdió el control del sultán, el nombramiento de Cinci Hoca fue sólo uno de los numerosos ejemplos del vuelco de la autoridad y el procedimiento en la corte. Según Naima: 
"La sultana madre hablaba a veces con afecto, dando consejos al... sultán. Pero como no le prestaba atención, se volvió reacia a hablar con él, y durante mucho tiempo residió en los jardines cercanos a Topkapi. Durante este tiempo el Padişah se enfadó a raíz de unos rumores y envió al gran visir Ahmed Bajá a exiliar a la Valide al jardín de Iskender (rompiendo así los corazones de todos, grandes y pequeños)".
Tras convertirse en regente, Kösem debía distribuir la paga de servicio a los Janízaros según la tradición otomana, pero no quedaba dinero en el tesoro. Había intentado obtener este dinero de Cinci Hoca, pero Cinci Hoca no había respondido positivamente. Más tarde había explicado esta situación a los Jenízaros como "Quiero distribuir su paga de servicio pero Cinci Hoca no me lo permite" y provocó que los Jenízaros consideraran a Cinci Hoca como un enemigo y lo mataran.
En los años siguientes, Kösem asistió a una conferencia con los principales visires a la entrada del harén. El Agha de los jenízaros, que se quejaba a Kösem del fracaso de Ibrahim a la hora de sofocar las continuas rebeliones en los Balcanes, escribió a Kösem: 
"Señora, la insensatez y la locura del sultán han puesto al mundo en peligro; los infieles han tomado cuarenta castillos en las fronteras de Bosnia y están bloqueando los Dardanelos con ochenta barcos, mientras que él [Ibrahim] sólo piensa en el placer, el desenfreno, etc."
Simultáneamente, Ibrahim humilló a sus hermanas Ayşe, Fatma, y Hanzade, así como a su sobrina Kaya Sultan, subordinándolas a sus concubinas, a las que entregó sus tierras y joyas. También obligó a sus hermanas y a su sobrina a trabajar como criadas de su esposa Hümaşah Sultan. Esto enfureció a Kösem, que se volvió contra Ibrahim.

#### Plan para deponer a Ibrahim I
El comportamiento de Ibrahim hizo que se hablara de deponer al sultán. En septiembre de 1647, el recién colocado gran visir Salih Pasha, Kösem, y el şeyhülislam Abdürrahim Efendi conspiraron para deponer al sultán. El Shaykh al-Islām se remitió a Kösem en el asunto de la deposición de su hijo, consciente de que debía ser consultada antes de tomar cualquier decisión definitiva. Informaron al Valide Sultan que todos los estadistas estaban a favor de la deposición de Ibrahim y que estaban dispuestos a jurar lealtad al hijo de Ibrahim, Mehmed, el príncipe mayor. Pero Kösem dudó, probablemente por instinto maternal. Suplicó a los co-conspiradores que consideraran dejar a su hijo en posesión del trono bajo la tutela del Shaykh al-Islām y del gran visir Salih Pasha.
Pocos días después, Ibrahim se enteró del intento de derrocarlo. Como respuesta, Salih Pasha fue ejecutado y Kösem fue desterrada del harén. Inicialmente, Ibrahim planeó que Kösem fuera exiliado a la isla de Rodas, pero esto fue resistido por las mismas consortes de Ibrahim, y la sentencia final fue el exilio en uno de los palacios imperialesde la capital.
Kösem ha sido acusada de alentar el deseo de Ibrahim en la reproducción desviándolo con concubinas para que se apoderara del país. Pero, al menos inicialmente, su motivación era asegurar la supervivencia de la dinastía. Además, Kösem, como otros, despreciaba la excesiva influencia de las concubinas de Ibrahim en los asuntos públicos. Durante los últimos meses del reinado de Ibrahim, Kösem se vio empujada de nuevo a la posición de protectora de la dinastía cuando el Aghas jenízaro, que iba a exigir la dimisión del impopular gran visir Ahmed Bajá, le advirtió que tuviera mucho cuidado para salvaguardar la seguridad de los príncipes.
Al año siguiente, los jenízaros y los miembros de los ulemas se rebelaron. Ibrahim perdió entonces los estribos y huyó a los brazos de su madre Kösem, a la que había permitido volver al harén a regañadientes tras rogarle que lo protegiera. Kösem le convenció de que abdicara, tras lo cual los jenízaros instalaron al hijo mayor de Ibrahim como Mehmed IV. Durante varias horas, Kösem hizo un llamamiento a los jenízaros, pero no consiguió persuadirlos con su oferta.

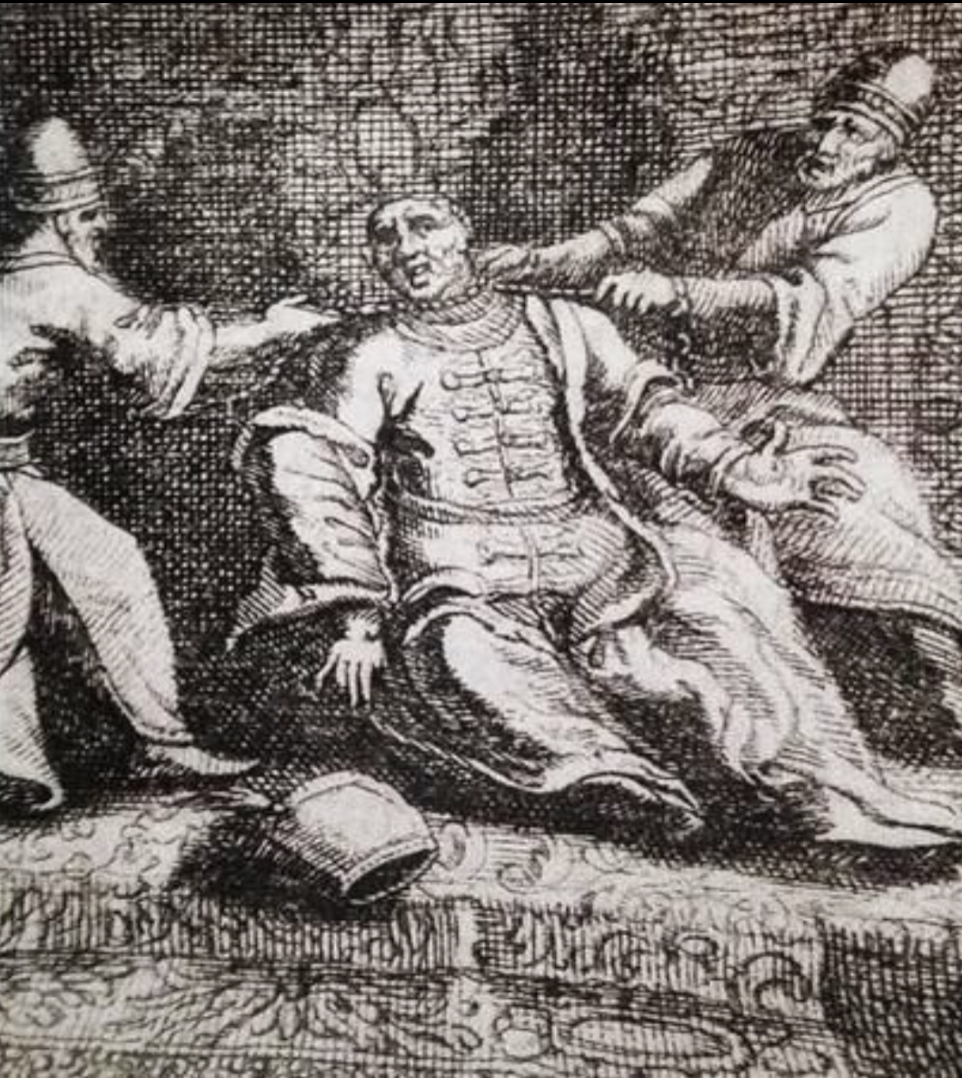
Grabado que representa la ejecución de Ibrahim I por Paul Rycaut, 1694

La resistencia de Kösem tenía otro propósito, permitía practicar importantes argumentos políticos.
"¿No fue cada uno de ustedes criado gracias a la benevolencia de la dinastía otomana?", preguntó Kösem a los estadistas, haciendo hincapié en la necesidad de la lealtad a la dinastía. Ellos respondieron con un imperativo de la ley sagrada:
"Un enfermo mental no puede dirigir la ummah, la comunidad de creyentes musulmanes".
Los estadistas utilizaron una táctica en un momento del debate: se dirigieron a la sultana valida como umm al-mu'minin, "madre de los creyentes [musulmanes]". Este título honorífico, otorgado a las esposas del Profeta Mahoma por la revelación coránica, otorgaba a Kösem una identidad que le permitía extender su función maternal como mentora/guardiana más allá de su hijo y de la dinastía al imperio.
Hanifezade, un juez otomano, no la apeló como madre sino como mujer de Estado: 
"Oh, señora real, hemos venido aquí confiando plenamente en vuestra gracia y en vuestra compasiva solicitud por los siervos de Dios. No sólo sois la madre del sultán; sois también la madre de todos los verdaderos creyentes. Poner fin a este estado de problemas; cuanto antes mejor. El enemigo tiene la ventaja en la batalla. En casa, el tráfico de plazas y rangos no tiene límites. El Padişah, absorto en satisfacer sus pasiones, se aleja cada vez más del camino de las leyes. La llamada a la oración desde los minaretes de la mezquita de Santa Sofía se ahoga en el ruido de pífanos, flautas y címbalos del palacio. Nadie puede decir un consejo sin peligro para el orador: tú mismo lo has comprobado. Los mercados son saqueados. Los inocentes son condenados a muerte. Los esclavos favoritos gobiernan el mundo."
La sultana madre hizo un esfuerzo más y dijo: 
"Todo esto es obra de ministros malvados. Serán destituidos; y sólo se pondrán en su lugar hombres buenos y sabios".
"¿De qué servirá eso?", replicó Hanifezade. "¿Acaso el sultán no ha dado muerte a hombres buenos y gallardos que le servían, como fueron Kara Mustafa Pasha y Yusuf Pasha, el conquistador de Canea?".
"¿Pero cómo", instó Kösem, "es posible colocar a un niño de siete años en el trono?" Hanefizade respondió: "En opinión de nuestros sabios de la ley, no debe reinar un loco, sea cual sea su edad; sino que debe estar en el trono un niño dotado de razón. Si el soberano es un ser racional, aunque sea un infante, un visir sabio puede restablecer el orden en el mundo; pero un sultán adulto, que carece de sentido, arruina todas las cosas mediante el asesinato, la abominación, la corrupción y la prodigalidad."
"Que así sea, pues", dijo Kösem; "traeré a mi nieto, Mehmed, y le pondré el turbante en la cabeza".
Finalmente Kösem aceptó rendirse cuando le prometieron no asesinar a Ibrahim, sino encarcelarlo. El 8 de agosto de 1648, Ibrahim fue destronado, apresado y encarcelado en el Palacio de Topkapı.
Kösem dio su consentimiento a la caída de su hijo, diciendo "Al final no nos dejará vivos ni a ti ni a mí. Perderemos el control del gobierno. Toda la sociedad estará en ruinas. Hagan que lo retiren del trono inmediatamente".
El recién colocado Gran Visir, Sofu Mehmed Pasha, solicitó en secreto al Sheikh ul-Islam una fetua sancionando la ejecución de Ibrahim. Se le concedió, con el siguiente mensaje:
"Si hay dos califas, mata a uno de ellos".
Según la leyenda,  Kösem también dio su consentimiento y se enviaron inmediatamente dos verdugos. Mientras los verdugos se acercaban, se informó que las últimas palabras de Ibrahim fueron: 
"¿No hay nadie entre los que han comido mi pan que se apiade de mí y me proteja? Estos hombres crueles han venido a matarme. ¡Piedad!"Ibrahim murió estrangulado el 18 de agosto de 1648.

### El reinado de Mehmed IV
Finalmente Kösem presentó a su nieto de siete años Mehmed IV al diván con las palabras:
"¡Aquí está!. ¡Miren que pueden hacer con él". 
Así, se declaró regente oficial por segunda vez, y gobernó abiertamente de nuevo entre 1648 y 1651.

#### Tercera regencia (1648-1651)
Como Büyük Valide Sultan, Kösem continuó siendo increíblemente poderosa. Durante esta etapa particular de su regencia, tenía el control supremo sobre el Imperio otomano. Además, acumuló una enorme fortuna gracias a la agricultura, impuestos, la propiedad y el alquiler de edificios comerciales, y las grandes inversiones en diversas actividades económicas. 
Se autodenominó “Büyük Valide” o "la Gran abuela" en 1649.
A la cabeza del Imperio Otomano se encontraba el sultán niño, Mehmed IV. Durante el inicio del reinado de Mehmed IV, Kösem solía sentarse junto al sultán, oculta tras una cortina, si la presencia del sultán era necesaria en el diván. Su franqueza pesaba más que su cautela; a los que se sentían incómodos con el manejo de Mehmed IV sobre el sultanato, Kösem los reprendía en tono abrasivo delante de sus caras: 
"No te he hecho visir para que pases tu tiempo en jardines y viñedos: dedícate a los asuntos del imperio y no me dejes oír más tus reclamaciones".

#### Rivalidad con Turhan Hatice Sultan
Con el ascenso de Mehmed, el puesto de Valide Sultan debería haber recaído en su madre, Turhan Sultan. Sin embargo, Turhan Sultan fue ignorada debido a su juventud e inexperiencia. En su lugar, Kösem fue reintegrada a este alto cargo. Los principales estadistas pidieron a Kösem que continuara como regente del sultán, su nieto de siete años Mehmed IV, en lugar de retirarse y ceder su puesto a la madre del sucesor de Ibrahim.
Según Abdülaziz Efendi, a la sazón, presidente del Tribunal Supremo de Rumeli y figura central en las convulsiones dinásticas de la época, se consideró prudente nombrar a la mujer regente, más experimentada, contraviniendo la tradición:
“Siendo una antigua costumbre que al acceder un nuevo sultán la madre del anterior se trasladara al Palacio Viejo y dejara así su honrado cargo, la valide mayor solicitó permiso para retirarse a una vida de reclusión. Pero como la cariñosa madre del [nuevo] sultán era todavía joven y realmente ignorante del estado del mundo, se pensó que si ella estaba en el control del gobierno, se produciría la posibilidad de daño al bienestar del estado. Por lo tanto, se volvió a nombrar a la valide mayor por un tiempo más para el deber de formación y tutela, y se consideró apropiado volver a asignar las tierras de la corona a la valide sultán."
Sin embargo, la interpretación de Kösem sobre su misión no parece haber sido ampliamente aceptada. Ella heredó la autoridad sultánica directa como política, sin duda una de las más experimentadas e informadas de la élite gobernante. Era inevitable que Kösem luchara con gran visir, Mehmed Pasha, que parece haberse considerado a sí mismo como regente y gobernante temporal. Según el historiador Naima, el gran visir fue engañado por "ciertos pretendidos doctores en religión" que citaban textos legales en el sentido de que el tutor de un sultán menor de edad tenía derecho a ejercer las prerrogativas de soberanía.
El gran visir Mehmed Pasha despreciaba la autoridad absoluta de Kösem y el control sobre el gobierno, como señaló Naima sobre la vana esperanza del gran visir Mehmed Pasha de que él, en lugar de la abuela del niño, actuara como regente del joven Mehmed IV. Se jactó:
“Los soldados de este exaltado estado sólo respetan el honor de la nobleza heredada".
En cualquier caso, Mehmed Pasha fue incapaz de resistir el poder de Kösem y sus aliados jenízaros. Durante una audiencia imperial a la que fueron convocados todos los principales estadistas, el sultán, con su abuela sentada a su lado detrás de una cortina, destituyó a Sofu Mehmed Pasha y nombró al Agha de los jenízaros, Kara Murat Pasha, para el cargo vacante. Hablando desde detrás del telón, Kösem defendió su papel y silenció a sus críticos en un discurso cuya vehemencia sorprendió a todos los presentes. Citó los defectos del antiguo gran visir, incluidos sus planes de asesinarla, a lo que ella comentó: 
"Gracias a Alá, he vivido cuatro reinados y he gobernado durante mucho tiempo. El mundo no será reformado ni destruido por mi muerte".
A continuación, reprendió a Abdülaziz Efendi, aliado del antiguo gran visir, refiriéndose a su reprimenda a Mehmed IV: 
"Cuando se han emitido ciertas órdenes imperiales, han dicho [al sultán]: 'querido, ¿quién te ha enseñado a decir estas cosas? ¡Tal comportamiento condescendiente hacia los sultanes es inadmisible! ¿Y qué pasa si el sultán es instruido?" En palabras de Naima, Abdülaziz Efendi "se ahogó en el mar de la mortificación".
Fue la madre de Mehmed IV, Turhan Sultan, quien resultó ser la némesis de Kösem. Cuando tenía unos 12 años, Turhan fue enviada al Palacio de Topkapı como regalo del khan de Crimea a Kösem. Probablemente fue la hija de Kösem, Atike Sultan quien entregó a Turhan Sultan a Ibrahim como concubina. Turhan resultó ser una mujer demasiado ambiciosa para perder una posición tan alta sin luchar. En su lucha por convertirse en sultana valide, Turhan fue apoyada por el jefe de los eunucos negros de su casa y el gran visir, mientras que Kösem fue apoyada por los Jenízaros. Aunque la posición de Kösem como valide y regente se consideraba la mejor para el gobierno, el pueblo se resentía de la influencia de los Jenízaros en el gobierno.

#### Plan para deponer a Mehmed IV
En esta lucha por el poder, Kösem planeó destronar a Mehmed IV y sustituirlo por su otro joven nieto. Según un historiador, este cambio tenía más que ver con la sustitución de una nuera ambiciosa por otra más fácil de controlar. Según Mustafa Naima, Kösem pidió en secreto a los guardias de palacio que dejaran las puertas del palacio abiertas para que los jenízaros pudieran colarse y matar a Turhan en sus aposentos. 
Además, Kösem dio dos botellas de sorbete envenenado a Uveys Agha, el jefe de los helva (dulces) de la cocina de palacio, para que se lo sirviera al joven Mehmed IV. Le prometió a Uveys Agha un ascenso si lograba envenenar al sultán. Sin embargo, el día antes de llevar a cabo el plan, uno de los esclavos de Kösem, Meleki Hatun, la traicionó y reveló el complot a Turhan, y el plan fracasó.

## Obras caritativas
Kösem hizo caridades y donaciones tanto para la gente humilde como para la clase dominante en el estado. Visitaba las cárceles todos los años, pagaba las deudas de las personas encarceladas, abastecía a los ajuares de las hijas de las familias pobres y de las sirvientas entrenadas por ella, casándolas y ganando su confianza. Tenía una Mezquita y una escuela cercanas construidas en Üsküdar (1640), además de unas cuantas pequeñas mezquitas y fuentes en la Madrasa Valide de Anadolu Kavağı. Igualmente fue responsable de la creación de palacios, mezquitas y otras fuentes públicas a las afueras de la ciudad de Estambul. 
Financió obras de riego en Egipto y proporcionó socorro a los pobres de La Meca. Kösem fue reconocida por sus obras de caridad y por liberar a sus esclavos después de tres años de servicio. Cuando murió, el imperio mantuvo varios días de duelo.

## Asesinato

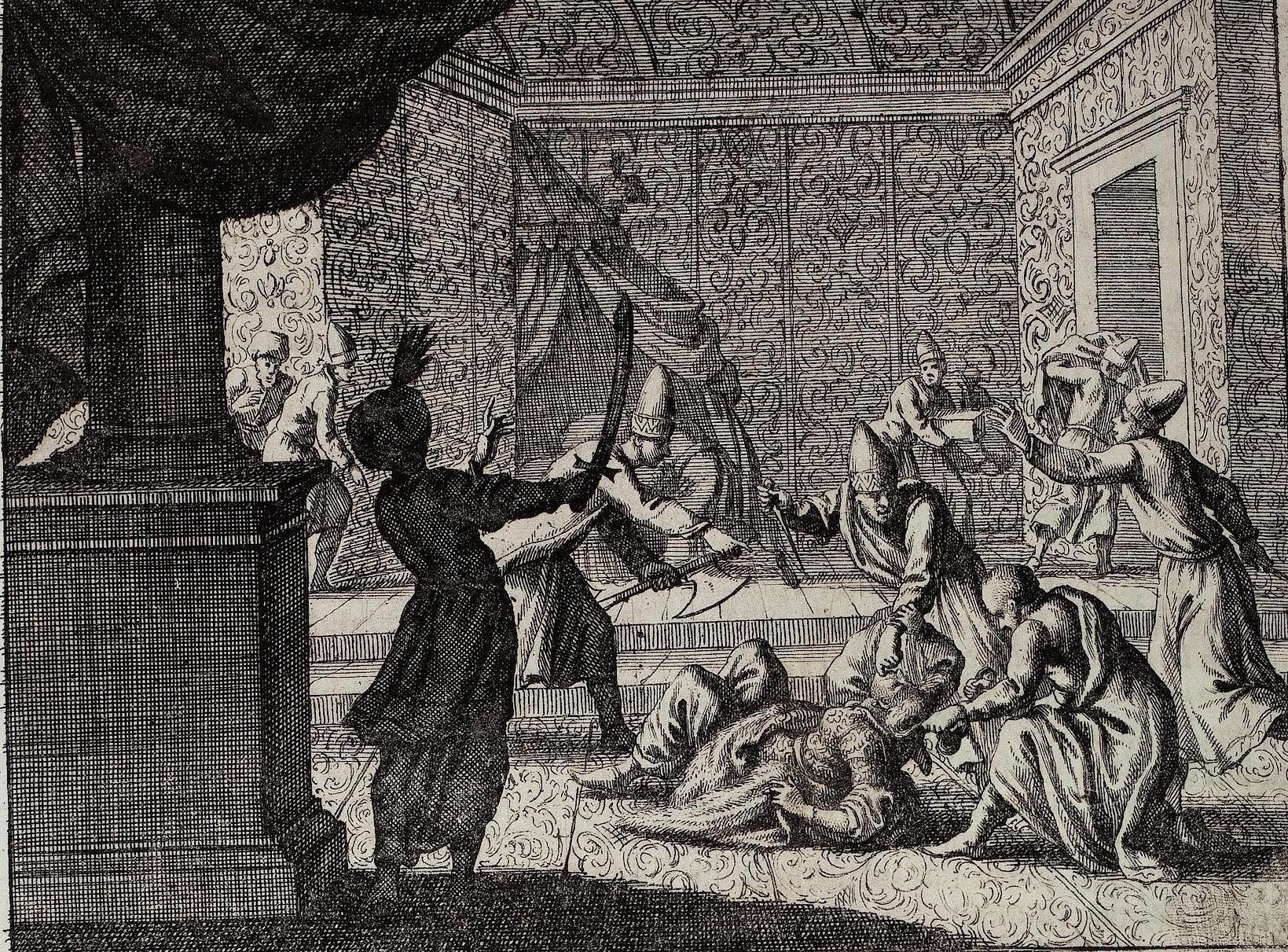
Asesinato de Kosem Sultan.

El 2 de septiembre de 1651, un numeroso grupo de seguidores armados de Turhan Sultan, dirigidos por Süleyman Agha, se acercó al apartamento de Kösem, que estaba custodiado por más de trescientos Jenízaros armados. Cuando el jefe de la guardia privada de Kösem habló en nombre de ésta y dijo:
"¿Qué tenéis que ver con la Valide? ¿Sois dignos de abrir la boca contra su sereno nombre?"
Mientras se negaba a dejar entrar a los asesinos en sus aposentos, se afirma que su cabeza fue partida con un hacha. Su sangre salpicó las alfombras de felpa frente al sultán niño.
El sultán, probablemente con su madre a su lado, firmó entonces la sentencia de muerte de su abuela, ordenando que la estrangularan "pero sin cortarla con una espada ni magullarla con golpes". 
Süleyman Agha y los hombres armados irrumpieron en todo el palacio, matando rápidamente a los demás guardias en su camino.
Al acercarse a los aposentos de la Valide sultan, fueron recibidos por los eunucos que estaban de guardia allí. La única persona que encontraron dentro del apartamento fue una anciana que servía de bufón de Kösem.
La mujer estaba armada con una pistola, que les apuntó mientras la interrogaban sobre el paradero de Kösem. La mujer respondió que era la "Valide Sultan" y luego les disparó antes de que se deshicieran de ella.

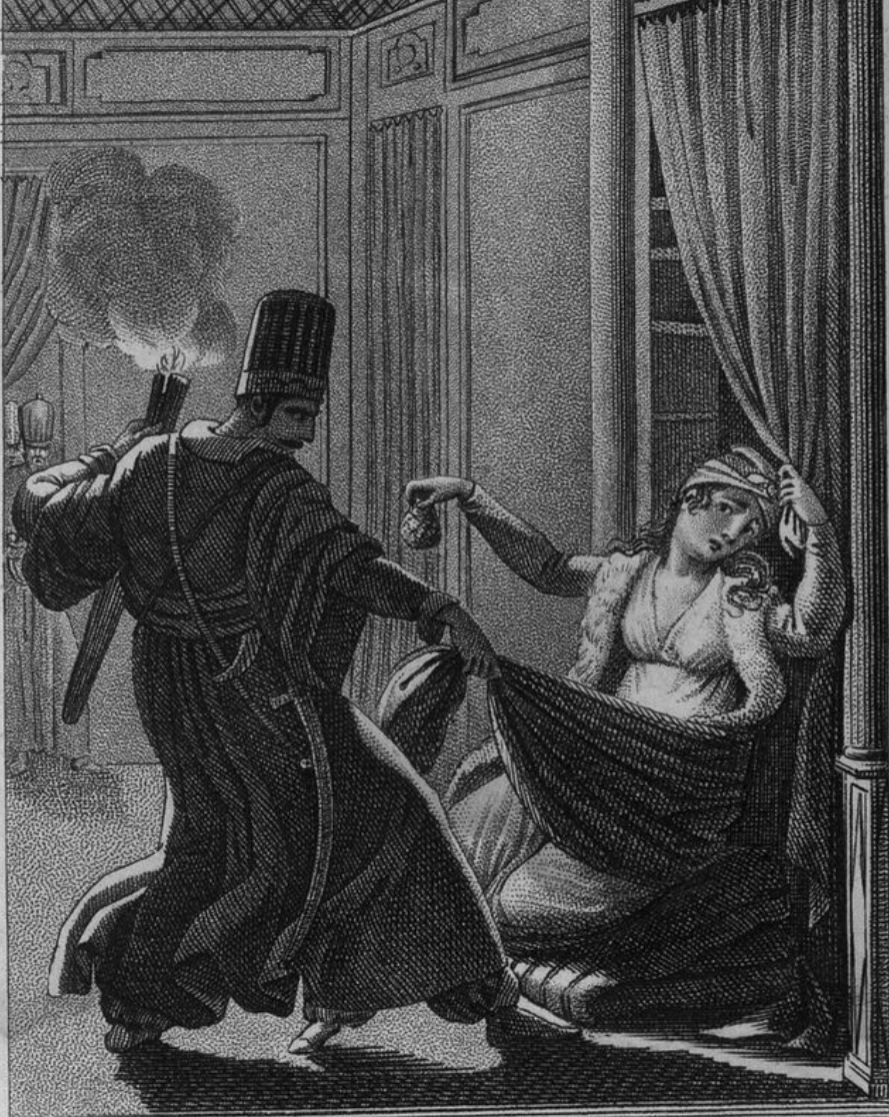
Grabado que representa el estrangulamiento de Kösem Sultan, 1812

Se dice que Kösem se escondió en un armario en la pared de una escalera en el apartamento. Un trozo de vestido que sobresalía por debajo de la puerta la delató ante un alabardero. Uno de sus asaltantes, Kucuk Mehmed Agha, la encontró y la arrastró por sus largas trenzas y comenzó a golpearla. Ella intentó sobornar a los pajes, pero éstos se limitaron a robarla y a despojarla brutalmente de sus joyas y otros objetos de valor. 
Süleyman Aga hizo entonces que arrastraran a Kösem por los pies hasta la puerta que conducía del harén al Tercer Tribunal, donde ordenó a sus hombres que la mataran. Kösem se resistió y se defendió. Se dice que luchó tanto que la sangre salió a borbotones de sus orejas y de su nariz y manchó la ropa del asesino. 
Cuenta la leyenda que cuando los hombres intentaron sujetarla, a Kösem le arrancaron de las orejas los pendientes de diamantes que recibió del sultán Ahmed; su ropa también fue rasgada cuando intentaron quitarle los preciosos adornos. Incluso más allá de los sesenta años, Kösem luchó muy duramente contra sus verdugos, pero al final estos la vencieron. Algunos dicen que fue estrangulada con su propio cabello, otros dicen que con una cortina. Después del primer intento de estrangulamiento, ella todavía estaba viva pero no sobrevivió al segundo. 
La masacrada Valide, como se la conoció, dejó 2.700 chales, veinte cofres de oro y una reputación duradera en la ciudad por su piedad y generosidad.
Entonces, como escribe Paul Rycaut:
"Los Eunucos Negros recogieron inmediatamente el cadáver, y de manera reverente lo depositaron extendido en el mosch real; lo rodearon unos 400 de los esclavos de la Reina con cántaros y lamentos, arrancándose el pelo de la cabeza a su bárbara manera, movió la compasión en toda la Corte."
Algunos han especulado que Kösem fue estrangulada con una cortina por el eunuco negro jefe del harén, Süleyman Agha. El renegado otomano Bobovi, basándose en un informante del harén, afirmó que Kösem fue estrangulada con su propio pelo.
El 2 de septiembre de 1651, el cuerpo de Kösem fue trasladado desde el Topkapi al Palacio Viejo (Eski Sarayı) y luego enterrado en el mausoleo de su marido Ahmed I.

### Secuelas
Cuando la noticia de la muerte de Kösem se hizo pública el 3 de septiembre de 1651, el pueblo de Constantinopla guardó espontáneamente tres días de luto. A partir del día siguiente, las mezquitas y los mercados de Constantinopla permanecieron cerrados durante tres días. El asesinato de Kösem desencadenó una agitación política y una ola de represalias. La primera fase fue el asesinato de los partidarios de Kösem y la desaparición de la facción que dirigían, que había gobernado el país durante los tres años de regencia de Kösem sobre Mehmed. En la segunda fase, la indignación pública por la purga llevó a la nueva administración real de Turhan a destituir al gran visir Abaza Pasha que había llevado a cabo las ejecuciones. Para entonces, una enorme multitud se había reunido a las puertas del Palacio de Topkapi, el sultán convocó a sus estadistas y a los funcionarios de palacio a la audiencia. Enardecida, la multitud culpó a los Jenízaros del asesinato de Kösem y juró vengarlo.
Evliya Çelebi, un famoso viajero otomano, escritor y admirador de Kösem, describió el regicidio: 
"La madre del mundo, esposa del sultán Ahmed (I); Murad (IV); Ibrahim; la gran Kösem Valide- fue estrangulada por el eunuco negro jefe Süleyman Agha. Lo hizo enroscando sus trenzas alrededor del cuello. Así que esa gentil benefactora fue martirizada. Cuando la población de Estambul se enteró de esto, cerraron las mezquitas y los bazares durante tres días y tres noches. Hubo una gran conmoción. Varios centenares de personas fueron ejecutadas, secreta y públicamente, y Estambul quedó sumida en el tumulto".

## Legado
A pesar de su notoriedad como mujer que no conoce la piedad ni la compasión en aras del gobierno y el poder, Kösem era conocida entre los ciudadanos del Estado otomano por su labor caritativa, que servía como una especie de autolimpieza o falsa reconciliación, pero que en cualquier caso lograba estabilizar la imagen mental que ella deseaba.
En la introducción a la traducción inglesa de la novela Histoire d'Osman premier du nom, XIXe empereur des Turcs, et de l'impératrice Aphendina Ashada, de Madame de Gomez en 1736, en el que se describe la vida de Osman II, Juan Guillermo afirma que Kösem fue "una de las mujeres más activas en política y emprendedoras de su tiempo, lo que consiguió mediante insidiosas intrigas por motivos ambiciosos."
Michel Baudier, escritor francés contemporáneo, la presenta como una mujer política "que goza de una merecida autoridad." Jean-Baptiste Tavernier, otro contemporáneo francés, la describe como "una mujer muy sabia y versada en los asuntos de Estado."

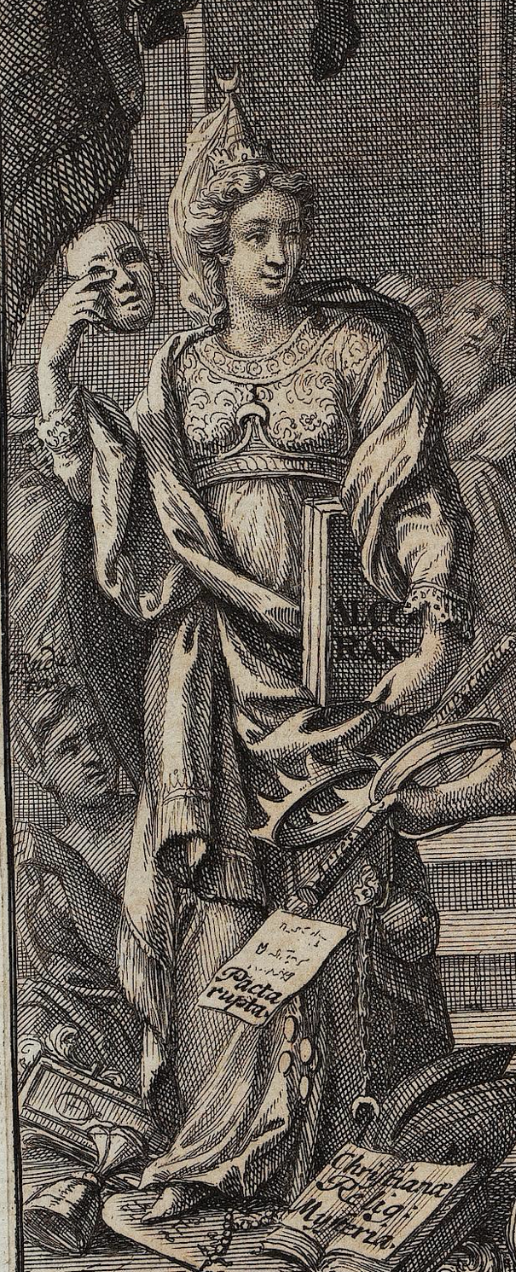
Representación imaginaria de Kösem Sultan por Paul Rycaut, 1694. Se la ve agarrando un enorme libro de leyes, lo que implica su intento de restablecer la estabilidad del Imperio otomano

Kösem tenía un buen sentido para ganarse a la gente. A menudo distribuía donaciones a los necesitados, y visitaba las cárceles cada año, donde pagaba la deuda de los encarcelados por deudas; gastaba mucho dinero en las bodas de las niñas empobrecidas y en otras acciones humanitarias, como repartir monedas de oro a los indigentes en la capital otomana durante las celebraciones estatales y las fiestas religiosas; liberaba a sus propios esclavos tras dos años de servicio y se ocupaba de sus matrimonios. Su caridad es indudable, pero también es importante mencionar que consideraba a sus antiguos sirvientes como una especie de espías. Mantenía a sus maridos bajo control a través de las mujeres, que le eran extremadamente leales. No dependía de asesores y consejos para repartir estas buenas acciones, sino que ella misma visitaba hospitales, escuelas, mezquitas e incluso iglesias. Así, además de ayudar a muchos de buen corazón, en algunos casos, estos actos de caridad también servían a sus propios intereses. De todos modos, esto no era raro, todas las demás sultanas utilizaban estos matrimonios para servir a sus propios intereses.
También ordenó la construcción de una gran mezquita en el distrito de Üsküdar de Estambul, uno de los barrios más famosos de la ciudad, y gastó mucho dinero en ella para convertirla en una obra maestra de la arquitectura, además de destinar una gran cantidad de porcelana y barro para decorarla.
El cronograma que aparece en la puerta del patio de la mezquita de Çinili dice: 
"Madre del sultán Ibrahim Khan, su majestad la sultana, la madre más munificente del sultán: Ella construyó este divino edificio como un acto de caridad. Que sea una casa de oración para los siervos de Dios. Que sea una casa de oración para los siervos de Dios, que sean convocados a la misericordia de Dios en los cinco momentos [de la oración]. ¡Que sea un lugar de parada para los adoradores y ascetas! Que construya una escuela, una fuente, un baño y una fuente, ¡que Dios le conceda su favor y benevolencia! Los filántropos y los que adoran en ella, ¡oh Dios, llévalos a los Paraísos eternos! La obra de caridad de la madre del sultán se completó en [el año islámico] mil cincuenta [1640-41]".
Reservó el dinero de una pausa solemne indicada en un waqfah fechado en 1640, donde se detuvieron muchos fondos para gastarlos en los necesitados y los pobres que residen en el camino a La Meca, así como numerosos fondos enviados a La Meca y Medina cada temporada de Hajj para distribuirlos entre los indigentes de allí y alimentó a todos los hambrientos de Constantinopla en comedores sociales que ella estableció. La gente se refería a ella como la "mano del deus ex machina". Le gustaba decir: "Muestro mi ira al palacio, mi leche al público".
Sus juicios tuvieron tal impacto que los nobles de su imperio juraron que ninguna mujer volvería a ser tan influyente después de su muerte.

## Descendencia

### Hijos
- Şehzade Mehmed (11 de marzo de 1605 — 12 de enero de 1621), fue ejecutado por orden de su medio hermano mayor Osman II;
- Şehzade Orhan (1609 — 1612), murió en la infancia, probablemente de viruela;
- Şehzade Selim (1611 — 1611), murió siendo solo un bebé, probablemente de viruela;
- Murad IV (27 de julio de 1612 — 8 de febrero de 1640) fue el sultán otomano desde el 20 de enero de 1623 hasta su muerte;
- Şehzade Süleyman (1613 — 27 de julio de 1635), hijo con Kösem. Fue ejecutado por orden de su hermano mayor Murad IV junto a su medio hermano, Şehzade Bayezid;
- Şehzade Kasım (1614 — 17 de febrero de 1638), fue el príncipe heredero desde 1635. Fue ejecutado por orden de su hermano mayor Murad IV;
- Ibrahim I (5 de noviembre de 1615 – 18 de agosto de 1648) fue el sultán otomano desde el 9 de febrero de 1640 hasta su muerte. Fue apodado "el loco" debido a su extrema crueldad e inestabilidad. Su incapacidad para gobernar permitió la segunda regencia de su madre Kösem;

### Hijas
- Fatma Sultan (1606 — 1670), según los historiadores fue su primera hija, se casó más de cuatro veces y fue conocida por su gran influencia política y abundante riqueza;
- Hanzade Sultan (1607 — 23 de septiembre de 1650), en comparación a sus hermanas no tuvo interés en la política y se dice que se dedicaba a pasar más tiempo en el harén;
- Ayşe Sultan (1608 — mayo de 1656), casada por primera vez con el Gran Visir Damat Nasuh Paşa en 1612, por segunda vez con Damat Şehit Karakaş Mehmed Paşa, quien era gobernador de Buda, en 1620 y casada por tercera vez con Damat Müezzinzade Hafiz Ahmed Bajá en 1627. Se casó al menos cuatro veces más. Es conocida por su gran poder y riqueza y considerada la princesa más rica de la época. Tuvo descendencia;
- Atike Sultan (1613 — 1674), se casó por primera vez con Damat Musahıp Cafer Paşa en 1630, casada por segunda vez con Damat Koca Kenan Paşa en 1647, y por tercera vez con Damat Doğancı Yusuf Paşa en 1652. Ella fue la madre adoptiva de Mihnea III de Valaquia. Tuvo descendencia pero murieron jóvenes.
- Cemre Sultan   (1616-1620) Hija menor de Kosem Sultán tras el fallecimiento de su padre se mudó al palacio antiguo , el 12 de noviembre de 1620 mientras jugaba con su hermano mayor , el príncipe Ibrahim , se cayó y se golpeó la cabeza contra la pared, muriendo a causa del golpe.

## Títulos y Denominaciones
- Como regente oficial del estado (1626-1651): ilk resmi geçerli naip sultandı daha da güçlü hale getirmek
- Como valide sultan (1623-1651): Devletlû İsmetlû Mahpeyker Kösem Vâlide Sultân Aliyyetü'ş-Şân Hazretleri

## Galería

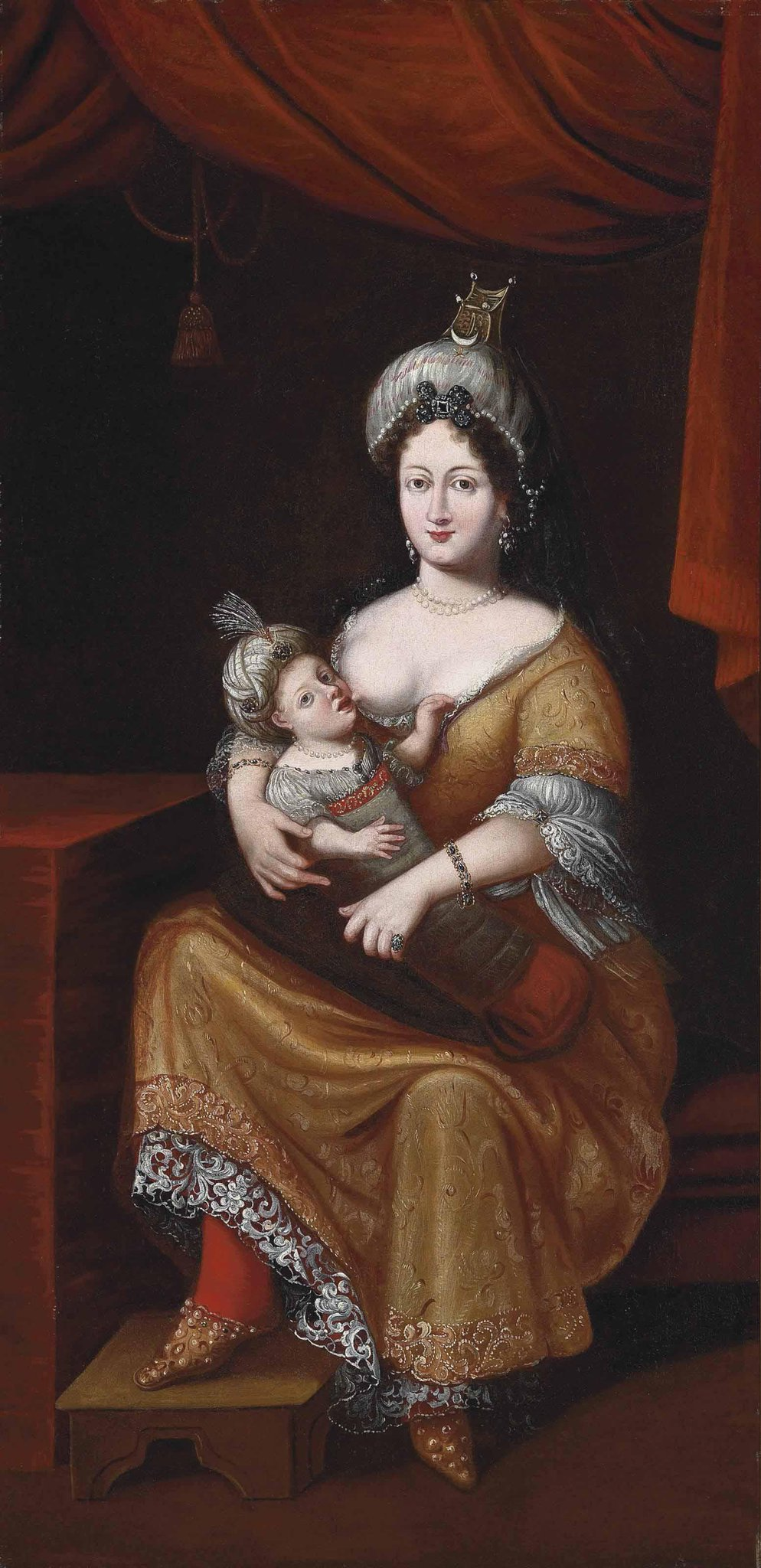
Retrato póstumo de un pintor desconocido, c. siglo XVII-XVIII
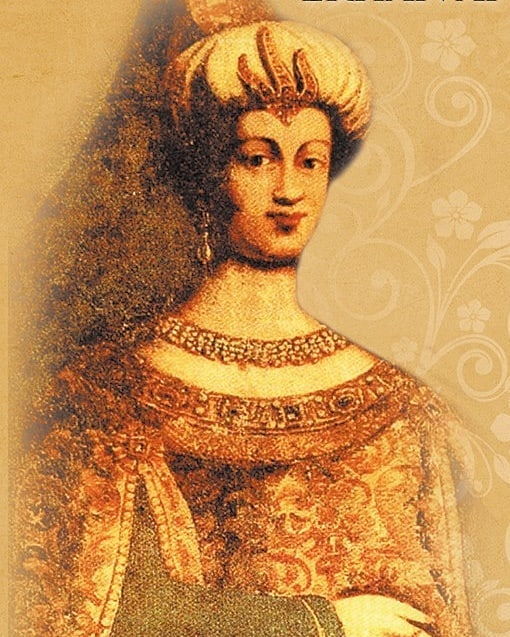
Retrato de Mahpeyker Kösem Sultan, c. siglo XIX
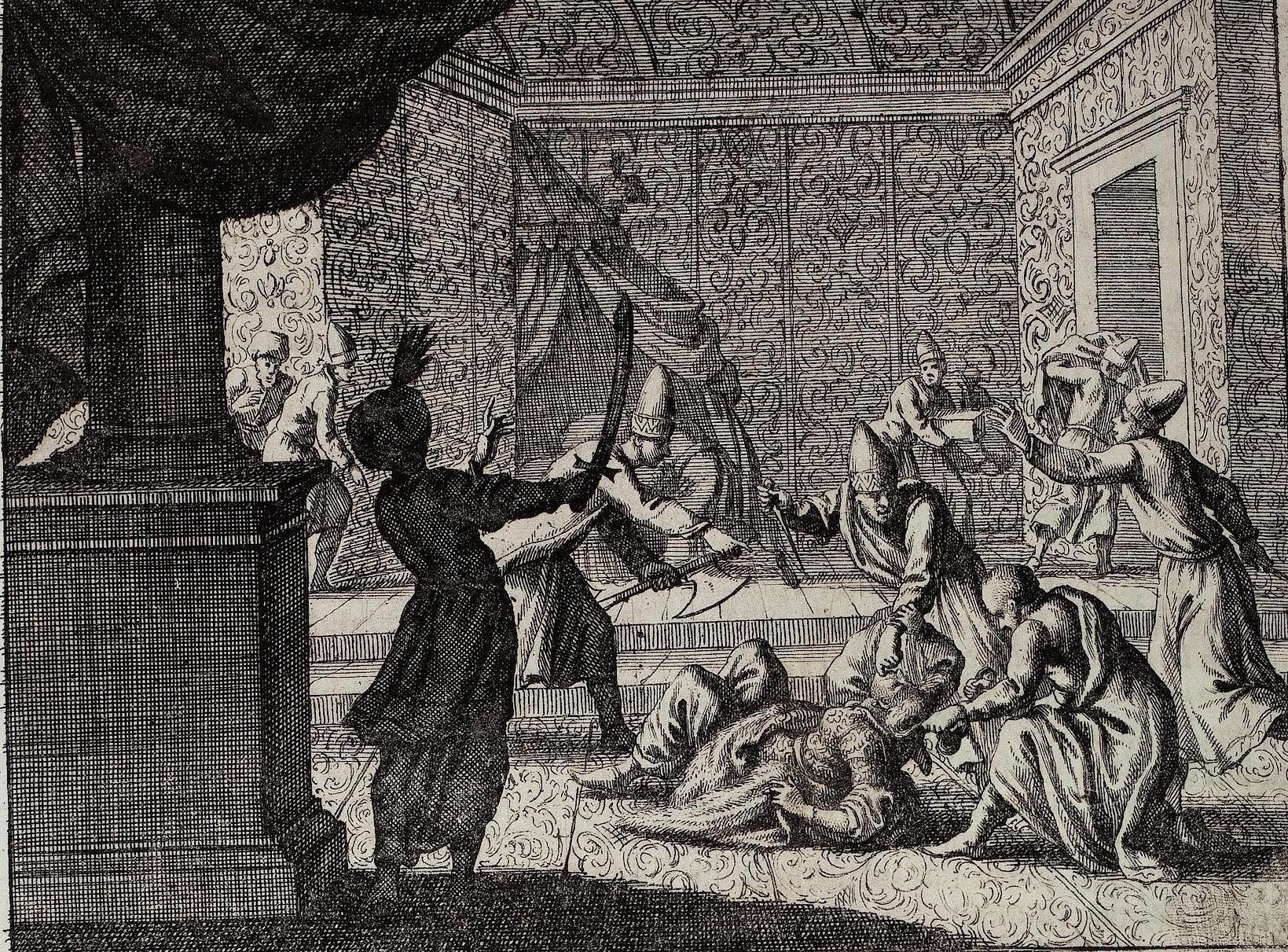
Asesinato de Kösem Sultan por Paul Rycaut, 1694
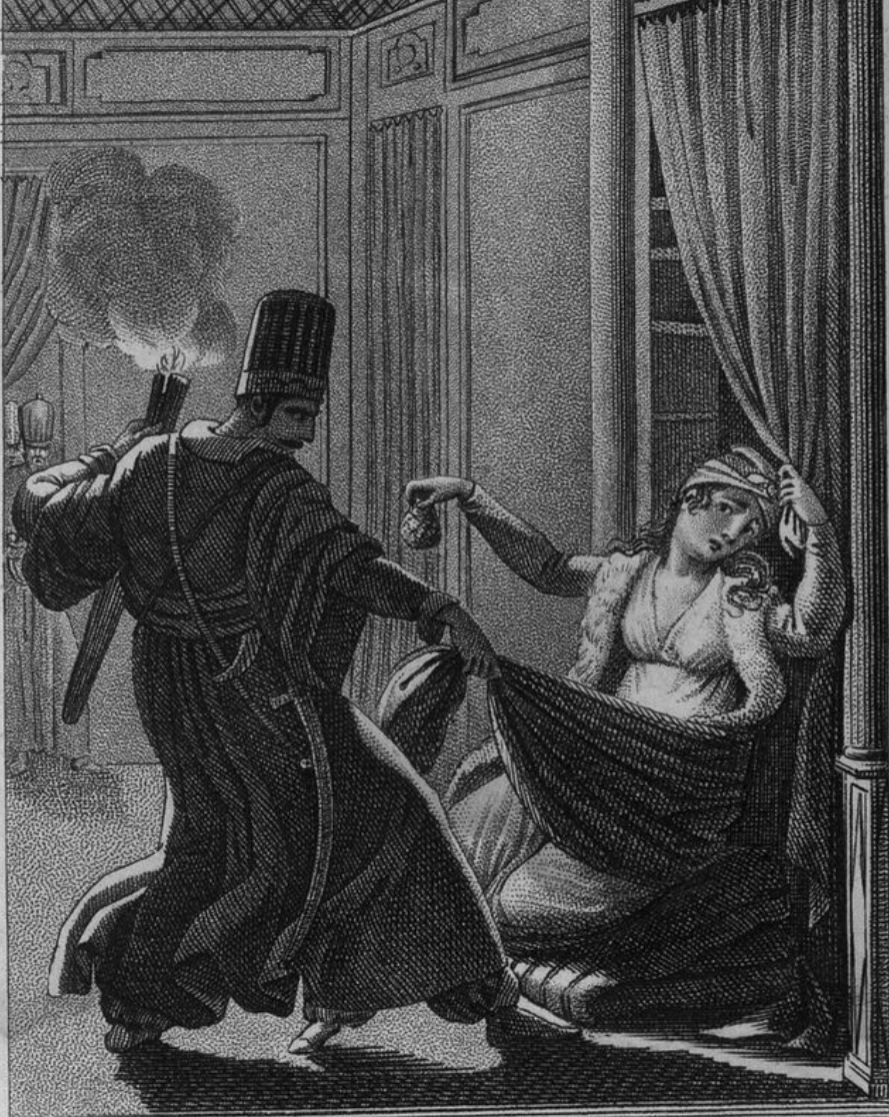
El estrangulamiento de Kösem Sultan, 1812
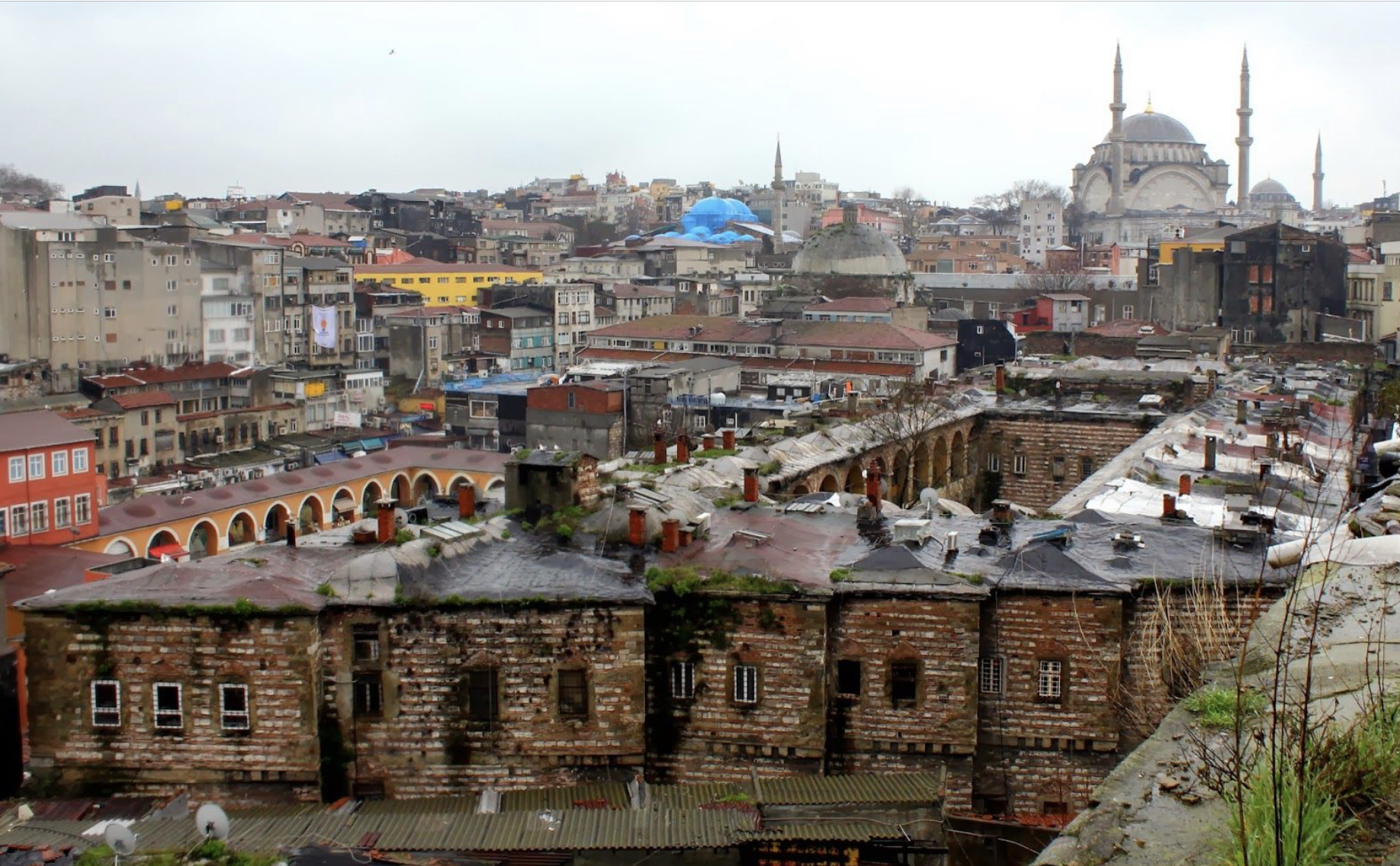
Büyük Valide Han, construido por Kösem Sultan en 1651

## En la cultura popular
- La película de Genç Osman, Sultan Murat Han (1962), fue protagonizada por Muhterem Nur como Kösem Sultan.
- Murat IV (1980), protagoniza a Ayten Gökçer como Kösem Sultan.
- İstanbul Kanatlarımın Altında (1996) película, protagonizada por Zuhal Olcay como Kösem Sultan.
- En el teatro de Ankara (temporadas desde 2013 hasta 2014) fue Özlem Ersönmez como Kösem Sultan.
- La película Mahpeyker: Kösem Sultan (2010), fue protagonizada por Damla Sönmez (Kösem joven) y Selda Alkor (Kösem adulta).

### Serie de televisión
- Muhteşem Yüzyıl Kösem (2015-2017) el papel de la joven Anastasia fue interpretado por Anastasia Tsilimpiou, posteriormente, Beren Saat da vida a la sultana Kösem en la etapa adulta durante la primera temporada, y Nurgül Yeşilçay en la segunda.